# Manuela Garín Pinillos
Manuela Garín Pinillos (Astúries, Espanya, 1 de gener de 1914 - Ciutat de Mèxic, 30 d'abril de 2019) va ser una matemàtica d'origen espanyol. Exiliada a Mèxic després de l'ascens de Gerardo Machado al poder a Cuba, va destacar com una de les dones pioneres en l'estudi de les matemàtiques en aquest país.

## Biografia
Manuela Garín va néixer a Astúries, Espanya, filla d'una dona dedicada al treball domèstic i un pare que era enginyer de mines. Aquest va ser contractat per una companyia dels Estats Units per a treballar a Cuba, lloc on es va mudar la família. Davant l'ascens de la dictadura de Gerardo Machado a l'illa, la família va emigrar a Mèxic buscant exili i pensant que tornarien a Cuba un cop enderrocat el govern de Machado.

## Trajectòria acadèmica
A Mèxic Garín va ingressar a l'Escola Nacional Preparatòria de la Universitat Nacional Autònoma de Mèxic on va triar el batxillerat en ciències químiques. L'any 1937 va aconseguir entrar a l'Escola de Ciències Físiques i Matemàtiques de la mateixa institució sent una de les primeres dones a Mèxic a fer-ho; aquí va estudiar la llicenciatura en matemàtiques rebent classes de professors com Carlos Graef Fernández, Alfonso Nàpols Gándara, Enriqueta González Baz i Felix Recillas, entre d'altres. L'any 1943, acabats els estudis es va mudar al nord de Mèxic pel seu matrimoni amb Raúl Álvarez, enginyer amb qui havia compartit classes de física.
Com a professora Garín Pinillos va impartir classes en el Tecnològic de Monterrey i en les facultats de Ciències a partir de 1951 i Enginyeria de la UNAM en 1952. D'aquesta última va ser nomenada com a professora emèrita l'any 1989. Va col·laborar en l'obertura de la llicenciatura en matemàtiques en la Universitat Autònoma de Yucatán i l'Escola d'Alts Estudis de la Universitat de Sonora.
Va formar part de la directiva de la Societat Matemàtica Mexicana en diferents períodes entre els anys 50 i 60, va ser organitzadora de diversos congressos científics i va ser pionera a presentar-se en congressos nacionals de física.

## Premis i reconeixements
- El Reconeixement Manuela Garín Pinillos atorgat pel Govern de la Ciutat de Mèxic per la promoció de les nenes i les dones en les ciències.[5]